# Llista d'obres de Picasso 1921–1930
Llista no raonada d'obres de Pablo Picasso realitzades entre 1921 i 1930.

## 1921
- Musiciens aux masques (Three Musicians)
- La Lecture de la Lettre (Reading the Letter (Picasso))

## 1922
- Deux femmes courant sur la plage (la Course)

## 1923
- Olga with a Fur Collar
- Los Enamorados
- Harlequin (Arlequin) - now at Centre Pompodou, Musee National d'Art Moderne, Paris
- Mother and Child
- The Lovers

## 1924
- Still life with a Mandolin
- National gallery, Ireland
- Mandolin and Guitar

## 1925
- Les Trois Danseuses, actualment a la Tate Gallery de Londres

## 1927
- Seated Woman
- Dues dones davant d'una finestra

## 1928
- The Studio

## 1930
- Hand with Bouquet
- Seated Bather
- Crucifixion

## 1931
- Figures at the Seashore